# Idioma piamontés

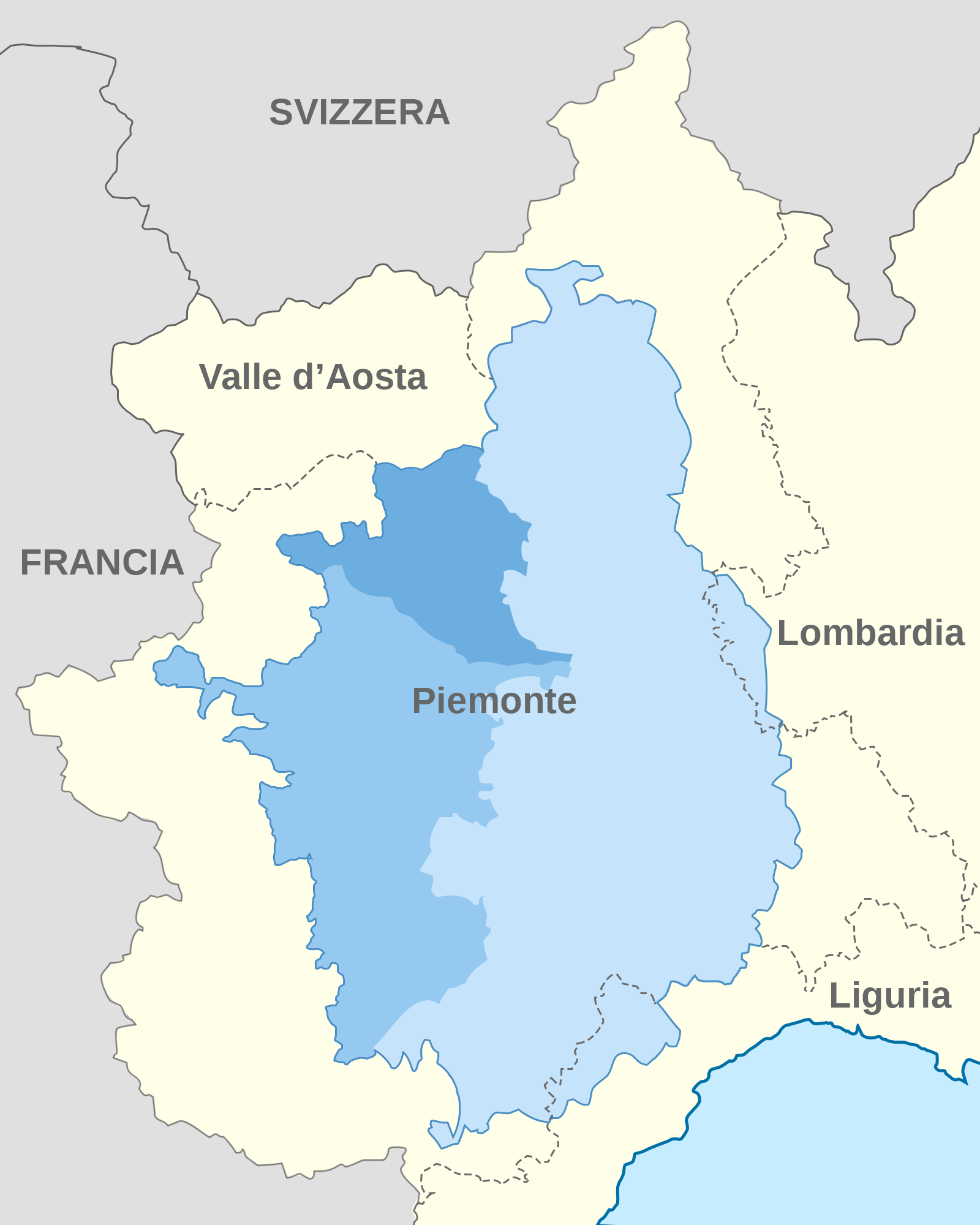
Variedades geográficas del piamontés

El piamontés o piemontés (piemontèis en piamontés, pronunciación: [pjemʊŋˈtæi̯z]); piemontese en italiano, pronunciación en italiano: /pjemonˈteze/; Piémontais en francés pronunciación en francés: /pjemɔ̃ˈtɛ/) es una lengua romance con 2 millones de hablantes en Piamonte, en el noroeste de Italia. El piamontés pertenece al grupo galoitálico y está relacionado con las lenguas romances occidentales (en particular con las del grupo galorromance y occitanorromance), pero, sobre todo, con las otras lenguas y dialectos galoitálicos (o galo-itálicos, según la clasificación de Ethnologue) del norte de Italia –como el lombardo (ínsubre y oróbico), emiliano-romañol, ligur y, en menor medida, véneto– conocidos también como cisalpinos.
Notables lingüistas (Einar Haugen, Hans Göbl, Helmut Lüdtke, George Bossong, Klaus Bochmann, Karl Gebhardt, Guiu Sobiela Caanitz y Gianrenzo P. Clivio), tanto italianos como internacionales, reconocen el piamontés como lengua independiente, aunque en Italia sea, coloquialmente e informalmente, llamado "dialetto" (dialecto), pero no porque sea considerado un dialecto del italiano, sino porque —al igual que todas las demás variedades lingüísticas neolatinas presentes en Italia— carece de estandarización, representando, por esta misma razón, un continuo dialectal.
El piamontés era la lengua primaria de los emigrantes que dejaron el Piamonte, en el período 1850-1950, hacia países como Argentina, Colombia, Francia, El Salvador, Honduras, Guatemala, Costa Rica y Uruguay.

## Aspectos históricos, sociales y culturales

### Orígenes
Los primeros documentos en lengua piamontesa, los Sermones subalpini, se escribieron en el siglo XII, cuando la lengua era aún parecida al latín (en el texto se alternan además partes escritas en vulgar piamontés con otras en latín). El piamontés literario se desarrolló en los siglos XVII y XVIII, pero no tuvo el éxito literario ni del italiano (lengua oficial del Piamonte y del Estado saboyano desde el año 1561) ni del francés (lengua oficial de la  región de Saboya y utilizada, junto con el italiano, en la corte ducal y luego real de Turín hasta la unificación de Italia). Sin embargo, la producción de la literatura en piamontés no ha cesado nunca y comprende varios géneros, desde la poesía al teatro y desde las novelas a las obras científicas.

### Situación actual
Como en el resto de Italia, el italiano es predominante en la comunicación de todos los días y en Piamonte la casi totalidad de la población lo habla, a menudo con el piamontés (utilizado en contextos informales) o con otros idiomas locales (como el provenzal y el franco-provenzal, hablados en los valles alpinos occidentales cercanos a la frontera con Francia).
En la última década se ha asistido a la publicación de material didáctico para los colegios, como también de revistas para el gran público. También se han organizado cursos para los adultos que ya están fuera del sistema escolar para recuperar el tiempo perdido. No obstante estos progresos, la situación actual del piamontés es bastante grave, puesto que, según una encuesta reciente, en los últimos 150 años el porcentaje de las personas que conocen la lengua escrita ha disminuido a un 2% de los hablantes nativos. Por otro lado, la misma encuesta ha señalado que el piamontés sigue siendo hablado por más de la mitad de la población, junto con el italiano. Este resultado ha sido confirmado por fuentes fiables, que indican el número de los hablantes entre 2 millones (Assimil) y 3 millones (Ethnologue), sobre una población de 4,2 millones de habitantes. 

### Reconocimiento oficial
En 2004, el piamontés fue reconocido como lengua regional del Piamonte por el parlamento regional. En teoría, es posible enseñar el piamontés a los niños del colegio, pero en la práctica esto es poco frecuente. 

### Piamontés en Argentina
Muchos argentinos nativos tuvieron al piamontés como lengua madre, desde fines del siglo XIX hasta la década de 1960, en las provincias de Santa Fe (centro oeste) y Córdoba (este). Son hijos, nietos o bisnietos de inmigrantes europeos. Hoy en día hay quien habla o entiende, en mayor o menor medida, el piamontés en esa zona. La mayoría tiene más de 50 años. Hoy en provincias como Córdoba existen asociaciones como AFAPIECO que se encargan de mantener vivo el idioma Piamontés entre la gran cantidad de descendientes de aquella región, recordemos que la gran mayoría de Italianos que se ubicaron en Córdoba y Santa Fe correspondían al Piamonte; no así en Buenos Aires en menor medida.

## Descripción lingüística
Entre las características más notables de la lengua piamontesa se pueden citar:
1. La presencia de pronombres verbales, que dan a la frase piamontesa la forma siguiente: (sujeto) + pronombre verbal + verbo, como en mi i von [yo voy]. Los pronombres verbales están ausentes únicamente en la forma imperativa y en la "forma interrogativa piamontesa".
2. La forma aglutinante de los pronombres verbales, que pueden liarse a las partículas dativas y locativas (a-i é [hay], i-j diso [yo le digo])
3. Síncope de vocales átonas, fenómeno también presente en francés, aunque es más frecuente en piamontés (en piemontés melón [melon], se pronuncia [mə'lʊŋ] o [m'lʊŋ])
4. La forma interrogativa, que añade una partícula enclítica interrogativa al fin de la forma verbal (Veus-to? [Quieres?…])
5. La ausencia de números ordinales, cf. el castellano Alfonso XII (doce), a partir del número siete (así que, para "séptimo" se dice Col che a fà set [Aquello que hace siete])
6. La co-presencia de tres interjecciones afirmativas (es decir, de tres modos para decir "sí"): Si, sè (de la forma latina sic est, como en italiano); É (de la forma latina est, como en el portugués); Òj (de la forma latina hoc est, como en occitano, o acaso illud est, como en francoprovenzal, y en francés)
7. La [u] latina evoluciona a [y], e la [o] a [ø]; como en francés, occitano, romanche y las otras lenguas galoitálicas. La letra u y el diágrafo eu representan los mismos fonemas que en francés.
8. La ausencia del sonido [ʃ] (como en el francés champ 'campo' o como el sonido representado por "sh" en inglés o por "x" en todas las lenguas ibéricas menos el castellano, cf. gallego y catalán caixa 'caja'), remplazado normalmente por  [s].
9. La presencia de la combinación gráfica S-C (pronunciada /s-tʃ/ como en los chinos)
10. La presencia del sonido N- (pronunciado como la terminación del gerundio inglés "going"), que normalmente precede una vocal, como en lun-a [luna]
11. La presencia de la sexta vocal piamontesa Ë [ə], una vocal "neutro" (vocal central media) que corresponde a -e final en francés.
12. La ausencia de la alternancia fonológica que existe en italiano entre las consonantes cortas (simples) y las consonantes largas (dobles), por ejemplo, it. fata [hada] y fatta [hecha].
13. La presencia del sonido Ë protético, que se interpone cuando dos consonantes se encuentran creando una combinación de pronunciación difícil. Por ejemplo, stèila 'estrella' se vuelve set ëstèile [siete estrellas].

El piamontés tiene varios dialectos, algunos bastante diferentes de la "koiné" regional. Las variaciones incluyen no solo variaciones con respecto a la gramática literaria, sino también una gran variedad léxica ya que zonas diversas conservan palabras de origen germánica heredadas de las lenguas de los francos o de los lombardos. Existen también aportaciones léxicas de varias lenguas, incluso de las lenguas magrebíes, pero la mayoría de las aportaciones más recientes vienen de Francia.

## Fonética
- Apócope, es decir, caída de todas las vocales átonas excepto /a/, que suele ser central en [a].
- Debilitamiento de las vocales átonas: /me'lʊŋ/ > /mə'lʊŋ/ > /m'lʊŋ/.
- Nasalización de las vocales delante de la consonante nasal alveolar /n/, como en francés, y posterior desplazamiento de la nasalización de la vocal a las consonantes siguientes con desarrollo de la serie /ŋn/ y posterior abandono de [n] (/'buna/> /'bũna/> /'buŋna/ > /'buŋa/).
- Desarrollo de las vocales /ø/ y /y/ a partir de la O corta y la U larga del latín, respectivamente.
- Degeminación consonántica: SERRARE > saré.
- El grupo oclusivo latino -CT se convierte en -it-, como en francés y occitano: NOCTEM > neuit; LACTEM > làit, En algunos dialectos también hay palatalización a /d͡ʑ/: lacc /lɑd͡ʑ/ [leche], como en español antiguo (de leite a leche)
- Palatización de los nexos CL- y GL-: CLARUS > ciàr, GLANDI > gianda.
- Las consonantes oclusivas latinas no sonoras /p/, /t/, /k/, se debilitan o incluso se caen: FORMICAM > formìa [hormiga]; APRILEM > avril [abril] CATHÉGRA > careja [silla].
- Los nexos silábicos CE- CI y GE- GI-, que en latín son velares /k/-/g/, se convirtieron en africadas alveolares /t͡s/ y /d͡ʑ/ (y en algunos dialectos hubo una transición posterior a /d͡z/), más tarde /t͡s/ y /d͡z/ se convirtieron en fricativas: /s/ y /z/: CINERE > sënner; CENTUM > sent; ONDECIM > onze, GINGIVA > zanziva.

## Alfabeto
El piamontés se escribe con una variedad del alfabeto latino. Las letras, junto con sus equivalentes IPA se muestran en la siguiente tabla.
| Letra | Valor IPA      | Letra | Valor IPA | Letra | Valor IPA         |
| ----- | -------------- | ----- | --------- | ----- | ----------------- |
| A a   | /a/, /ɑ/       | H h   | ∅         | P p   | /p/               |
| B b   | /b/            | I i   | /i/       | Q q   | /k/               |
| C c   | /k/, /tʃ/1     | J j   | /j/       | R r   | /r ~ ɹ/           |
| D d   | /d/2           | L l   | /l/       | S s   | /s ~ z/5          |
| E e   | /e/, /ɛ/, /æ/3 | M m   | /m/       | T t   | /t/               |
| Ë ë   | /ə/            | N n   | /n/, /ŋ/4 | U u   | /y/               |
| F f   | /f/            | O o   | /u/       | V v   | /v/, /w/, /u/, ∅6 |
| G g   | /ɡ/, /dʒ/1     | Ò ò   | /o/       | Z z   | /z/ ~ /zd/        |

1Delante de una  i, e o ë, "c" y "g" representan /tʃ/ y /dʒ/, respectivamente.
2D es silenciada a /t/ en el final de las palabras.
3"E" es /e/ o /ɛ/ en las sílabas abiertas y /æ/ en las cerradas.
4Al final de las palabras, "n" representa el sonido nasal velar /ŋ/ y alarga la vocal precedente.
5"S" es pronunciada (/z/) entre vocales, al final de las palabras e inmediatamente después de otras consonantes.
6"V" es /v/ inicialmente, /w/ antes de consonantes dentales, /w/ (/f/ por algunos hablantes) al final de las palabras y en silencios entre vocales.
Ciertos dígrafos se usan para representar habitualmente sonidos específicos según se muestra a continuación.
| Dígrafo  | Valor IPA | Dígrafo | Valor IPA |
| -------- | --------- | ------- | --------- |
| cc       | /tʃ/      | gl      | /ʎ/       |
| ch       | /k/       | gn      | /ɲ/       |
| cia      | /t͡ʃa/     | gh      | /ɡ/       |
| cio      | /t͡ʃo/     | sg      | /ʒ/       |
| eu       | /ø/       | sg, sgg | /sdʒ/     |
| qo       | /kw/      | ss      | /s/       |
| s-c, scc | /stʃ/     | ùa      | /ya/      |

Todas las otras combinaciones de letras se pronuncian tal y como se escriben. El acento grave marca la ruptura entre diptongos, así "ua" y "uà" son /ʷa/, pero "ùa" se pronuncia separadamente, /ya/.

## Números en piamontés
| Número | Piemontés          | Número | Piemontés       |
| ------ | ------------------ | ------ | --------------- |
| 1      | un                 | 30     | tranta          |
| 2      | doi                | 40     | quaranta        |
| 3      | tre                | 50     | sinquanta       |
| 4      | quatr              | 60     | sessanta        |
| 5      | sinch              | 70     | stanta          |
| 6      | ses                | 80     | otanta          |
| 7      | set                | 90     | novanta         |
| 8      | eut                | 100    | sent            |
| 9      | neuv               | 101    | sent e un       |
| 10     | des                | 200    | dosent          |
| 11     | onze/óndes         | 300    | tërsent         |
| 12     | doze/dódes         | 400    | quatsent        |
| 13     | treze/tërdes       | 500    | sinchsent       |
| 14     | quatòrze/quatòrdes | 600    | sessent         |
| 15     | quinze/quìndes     | 700    | setsent         |
| 16     | seze/sëddes        | 800    | eutsent         |
| 17     | disset             | 900    | neuvsent        |
| 18     | disdeut            | 1000   | mila            |
| 19     | disneuv            | 1006   | mila e ses      |
| 20     | vint               | 1014   | mila e catòrdes |

## El padre nuestro en piamontés
A continuación se muestra una versión del padre nuestro en piamontés, comparado con el italiano, francés y español.
| Piamontés                                           | Francés                                                    | Italiano                                               | Español                                               |
| --------------------------------------------------- | ---------------------------------------------------------- | ------------------------------------------------------ | ----------------------------------------------------- |
| Nòstr Pare, ch'it ses ant ij Cej,                   | Notre père qui es dans les cieux,                          | Padre nostro, che sei nei cieli,                       | Padre nuestro, que estás en el cielo,                 |
| ch'a sia santificà tò nòm,                          | que ton nom soit sanctifié,                                | sia santificato il tuo nome,                           | santificado sea tu nombre,                            |
| ch'a ven-a tò règn.                                 | que vienne ton règne.                                      | venga il tuo regno.                                    | que venga tu reino.                                   |
| ch'as fasa toa volontà, coma 'n cel parèj an terra. | que ta volonté soit faite comme au ciel pareil dans terre. | sia fatta la tua volontà, come in cielo così in terra. | hágase tu voluntad en el cielo así como en la tierra. |
| Dane anch'euj nòstr pan cotidian,                   | Donne-nous aujourd'hui notre pain quotidien,               | Dacci oggi il nostro pane quotidiano,                  | Danos hoy nuestro pan cotidiano                       |
| E përdon-ne ij nòstri débit,                        | Et pardonne nos dettes,                                    | E rimetti a noi i nostri debiti,                       | y perdona nuestras deudas,                            |
| coma noi i-j përdonoma ai nòstri debitor.           | comme nous pardonnons à notres débiteurs.                  | come noi li rimettiamo ai nostri debitori.             | como nosotros perdonamos a nuestros deudores.         |
| E nen noi fane tombé an la tentassion,              | Et ne nous fais pas tomber dans le tentation,              | E non ci indurre in tentazione,                        | Y no nos dejes caer en la tentación,                  |
| ma liber-ne dal mal. Amen.                          | mais délivre-nous du mal. Amen.                            | ma liberaci dal male. Amen.                            | mas liberanos del mal. Amén.                          |

## Similitudes léxicas entre el piamontés y el francés y sus diferencias con el italiano
El piamontés, en contraste del italiano estándar, tiene un gran número de palabras compartidas con las lenguas galorromances y occitanorromances, así como con las otras lenguas galoitálicas, que lo hacen muy diferente de este último. Muchas de estas palabras son préstamos lingüísticos tomados del germánico o el céltico que substituyeron algunas palabras latinas comunes o palabras latinas heredadas de raíces distintas o con significados diferentes.
| Piamontés   | Francés     | Italiano              | Español               |
| ----------- | ----------- | --------------------- | --------------------- |
| Alman       | allemand    | tedesco               | alemán                |
| Abimé       | abîmer      | somergere             | abismar               |
| Acablé      | accabler    | sopraffare            | abrumar               |
| Adrëssa     | adresse     | indirizzo             | dirección             |
| Agassé      | agacer      | istigare              | instigar              |
| Amusé       | amuser      | divertire             | divertir              |
| Anlié       | enlier      | annodare              | liar                  |
| Anlevé      | enlever     | togliere              | sacar                 |
| Anviron     | environ     | circa                 | unos                  |
| Antamné     | entamer     | incominciare          | empezar               |
| Anvìa       | envie       | voglia                | deseo                 |
| Anzolivé    | enjoliver   | abbellire             | embellecer            |
| Apress      | après       | dopo                  | después               |
| Arcroché    | raccrocher  | riattaccare           | colgar                |
| Arpossé     | repousser   | respingere            | reposar               |
| Arlev       | relève      | ricambio              | relevo                |
| Arsòrt      | ressort     | molla                 | resorte               |
| Articiòch   | artichaut   | carciofo              | alcachofa             |
| Arvërsé     | renverser   | ribaltare             | rebosar               |
| Arzan       | argent      | contanti              | efectivo              |
| Asar        | hasard      | casuale               | azar                  |
| Atrapé      | attraper    | acchiappare           | atrapar               |
| Assè        | assez       | abbastanza            | suficiente            |
| Asiëtta     | assiette    | piatto                | plato                 |
| Avion       | avion       | aereo                 | avión                 |
| Badiné      | badiner     | scherzare             | bromear               |
| Bëcheria    | boucherie   | macelleria            | carnicería            |
| Bërgé       | berger      | pastore               | pastor                |
| Betisa      | bêtise      | stupidaggine          | estupidez             |
| Biso        | bijou       | gioiello              | joya                  |
| Blaga       | blague      | scherzo               | broma                 |
| But         | but         | scopo                 | propósito             |
| Boita       | boîte       | scatola               | caja                  |
| Bochèt      | bouquet     | mazzo                 | ramo                  |
| Bodé        | bouder      | fare il broncio       | enfurruñar            |
| Bocla       | boucle      | fibbia                | bucle                 |
| Brisé       | briser      | frantumare            | destrozar             |
| Brodé       | broder      | ricamare              | bordar                |
| Bogé        | bouger      | muovere               | mover                 |
| Bonet       | bonnet      | cappello              | sombrero              |
| Boneur      | bonheur     | felicità              | felicidad             |
| Bosson      | bouchon     | sughero               | corcho                |
| Bot         | pot         | barattolo             | pote                  |
| Bolversé    | bouleverser | disturbare            | perturbar             |
| Brichét     | briquet     | accendino             | encendedor            |
| Busson      | buisson     | cespuglio             | arbusto               |
| Cacet       | cachet      | sigillo               | sello                 |
| Cassé       | casser      | rompere               | romper                |
| Campé       | camper      | buttare               | acampar               |
| Cambrada    | camarade    | compagno              | camarada              |
| Cadò        | cadeau      | regalo                | regalo                |
| Caté        | acheter     | comprare              | comprar               |
| Chité       | quitter     | lasciare              | abandonar             |
| Cicané      | chicaner    | cavillare             | chicanear             |
| Ciòca       | cloche      | campana               | campana               |
| Clavié      | clavier     | tastiera              | teclado               |
| Còfo        | coffre      | forziere              | cofre                 |
| Cocómber    | concombre   | cetriolo              | cohombro              |
| Còrbeila    | corbeille   | cesto                 | cesta                 |
| Cogé        | coucher     | coricare              | acostar               |
| Coefeur     | coiffeur    | parrucchiere          | peluquero             |
| Coclicò     | coquelicot  | papavero              | amapola               |
| Corèja      | courroie    | cinghia               | cinturón              |
| Cotin       | cotillon    | gonna                 | cotillón              |
| Crajon      | crayon      | matita                | crayón                |
| Cress       | crèche      | asilo nido            | cuna                  |
| Cròch       | crochet     | uncino                | gancho                |
| Complenta   | complainte  | lamento               | lamento               |
| Darmage     | dommage     | danno                 | daño                  |
| Dariera     | dernière    | ultima                | última                |
| Dërota      | déroute     | sconfitta             | derrota               |
| Dëscroché   | décrocher   | sganciare             | desenganchar          |
| Dësrangé    | déranger    | infastidire           | molestar              |
| Decopé      | decouper    | ritagliare            | recoger               |
| Defrajé     | défrayer    | scontare              | sufragar              |
| Deghisé     | déguiser    | mascherare            | disfrazar             |
| Delabré     | délabrer    | rovinare              | arruinar              |
| Dësagreàbil | désagréable | spiacevole            | desagradable          |
| Dont        | dont        | di cui/del quale      | de los cuales         |
| Dossié      | dossier     | cartella              | carpeta               |
| Dressé      | dresser     | predisporre           | aderezar              |
| Dròlo       | drôle       | divertente/strano     | divertido/raro        |
| Drapò       | drapeau     | bandiera              | bandera               |
| Eclaté      | éclater     | scoppiare             | estallar              |
| Fat         | fade        | insipido              | insípido              |
| Fasson      | façon       | modo                  | modo                  |
| Folar       | foulard     | sciarpa               | bufanda               |
| Fòta        | faute       | errore                | error                 |
| Flaté       | flatter     | adulare               | halagar               |
| Flambò      | flambeau    | torcia                | antorcha              |
| Frapé       | frapper     | colpire               | golpear               |
| Fronzì      | froncer     | increspare            | fruncir               |
| Forura      | foururre    | coperchio             | forraje               |
| Fusëtta     | fusée       | missile               | misil                 |
| Gagi        | gage        | pegno                 | promesa               |
| Gagiura     | gageure     | sfida                 | desafío               |
| Gasojé      | gazouiller  | cinguettare           | balbucear             |
| Gliss       | glissant    | scivoloso             | corredizo             |
| Goté        | goutter     | schizare              | gotear                |
| Gravé       | graver      | incidire              | grabar                |
| Grimassa    | grimace     | smorfia               | mueca                 |
| Grisonant   | grisonnant  | brizzolato            | grisáceo              |
| Grossé      | grossier    | sgarbato              | grueso                |
| Lapìn       | lapin       | coniglio              | conejo                |
| Lingeria    | lingerie    | biancheria            | lencería              |
| Lésa        | luge        | slitta                | trineo                |
| Madama      | madame      | signora               | señora                |
| Mala        | malle       | valigia               | tronco                |
| Maleur      | malheur     | disgrazia             | desgracia             |
| Machijagi   | maquillage  | trucco                | maquillaje            |
| Marié       | marier      | sposare               | casarse               |
| Mariage     | mariage     | matrimonio            | matrimonio            |
| Mat         | mât         | albero                | mástil                |
| Menage      | ménage      | pulizia               | limpieza              |
| Matlòt      | matelot     | marinaio              | marinero              |
| Mersi       | merci       | grazie                | gracias               |
| Marcandisa  | marchandise | merce                 | mercancía             |
| Meprisé     | mépriser    | screditare            | menospreciar          |
| Mësson      | moisson     | raccolto              | cosecha               |
| Mëssoné     | moissonner  | raccoltare            | cosechar              |
| Meison      | maison      | casa                  | casa                  |
| Mefiant     | méfiant     | diffidente            | suspicaz              |
| Midem       | même        | stesso                | mismo                 |
| Minusié     | menuisier   | falegname             | carpintero            |
| Mitoné      | mitonner    | cuocere a fuoco lento | cocinar a fuego lento |
| Miraj       | miroir      | specchio              | espejo                |
| Min-a       | mine        | aspetto               | pinta                 |
| Mignon      | mignon      | carino                | lindo                 |
| Mucioar     | mouchoir    | fazzoletto            | pañuelo               |
| Monsù       | monsieur    | signore               | señor                 |
| Monté       | monter      | salire                | montar                |
| Mossé       | mousser     | schiumare             | espumar               |
| Nuansa      | nuance      | sfumatura             | matiz                 |
| Netié       | nettoyer    | pulire                | limpiar               |
| Parpajon    | papillon    | farfalla              | mariposa              |
| Partagé     | partager    | condividere           | compartir             |
| Parèj       | pareil      | così                  | así                   |
| Papé        | papier      | carta                 | papel                 |
| Pariura     | pari        | scommessa             | apuesta               |
| Paja        | paille      | cannuccia             | paja                  |
| Pendin      | pendentif   | ciondolo              | colgante              |
| Pia         | pie         | gazza ladra           | picaza                |
| Piòta       | patte       | zampa                 | pata                  |
| Pivò        | pivot       | perno                 | pivote                |
| Planeur     | planeur     | aliante               | planeador             |
| Plenta      | plainte     | querela               | queja                 |
| Poma        | pomme       | mela                  | manzana               |
| Possé       | pousser     | spingere              | pujar                 |
| Pròpe       | proche      | vicino                | próximo               |
| Ordinator   | ordinateur  | computer              | ordenador             |
| Orijé       | oreiller    | cuscino               | almohada              |
| Orassi      | orage       | temporale             | tormenta              |
| Rainura     | rainure     | scanalatura           | ranura                |
| Rangé       | arranger    | aggiustare            | arreglar              |
| Ramassé     | ramasser    | raccogliere           | amasar                |
| Ravin       | ravin       | burrone               | barranco              |
| Regreté     | regreter    | dispiacere            | desagradecer          |
| Rèid        | raide       | blando                | rígido                |
| Ridò        | rideau      | tenda                 | cortina               |
| Rua         | rue         | via                   | calle                 |
| Rusà        | rusé        | astuto                | astuto                |
| Sabòt       | sabot       | zoccolo               | pezuña                |
| Safeur      | chauffeur   | autista               | chofer                |
| Sandrié     | cendrier    | portacenere           | cenicero              |
| Sagrin      | chagrin     | doloroso              | penoso                |
| Sapin       | sapin       | abete                 | abeto                 |
| Scrassé     | cracher     | sputare               | escupir               |
| Signé       | signer      | firmare               | firmar                |
| Salòp       | sale        | sporco                | sucio                 |
| Spurì       | pourri      | marcio                | podrido               |
| Soagné      | soigner     | curare                | curar                 |
| Seurté      | sortir      | uscire                | salir                 |
| Sesì        | saisir      | afferrare             | aferrar               |
| Sesia       | saisie      | confisca              | embargo               |
| Séler       | celeri      | sedano                | apio                  |
| Siflé       | siffler     | fischiare             | silbar                |
| Sivera      | civière     | barella               | camilla               |
| Sitron      | citron      | limone                | limón                 |
| Strop       | troupeau    | gregge                | manada                |
| Stagera     | étagère     | scaffale              | estante               |
| Sombr       | sombre      | scuro                 | sombrío               |
| Travajé     | travailler  | lavorare              | trabajar              |
| Tricoté     | tricoter    | tessere               | tejer                 |
| Tombé       | tomber      | cadere                | caer/tumbar           |
| Tomàtica    | tomate      | pomodoro              | tomate                |
| Utiss       | outil       | attrezzo              | herramienta           |
| Vajant      | vaillant    | valoroso              | valiente              |
| Visagi      | visage      | faccia                | cara                  |
| Zibié       | gibier      | selvaggina            | presa (de caza)       |